# Mozé-sur-Louet
Mozé-sur-Louet ist eine französische Gemeinde mit 2.033 Einwohnern (Stand: 1. Januar 2022) im Département Maine-et-Loire in der Region Pays de la Loire. Die Gemeinde gehört zum Arrondissement Angers und zum Kanton Chemillé-en-Anjou (bis 2015: Kanton  Les Ponts-de-Cé). Die Einwohner werden Mozéen genannt.

## Geographie
Die Gemeinde liegt etwa zwölf Kilometer südlich von Angers und gehört zum Weinbaugebiet Anjou. Der Louet, ein Nebenarm der Loire, und die Aubance fließen durch den nördlichen Teil der Gemeinde.
Umgeben wird Mozé-sur-Louet von den Nachbargemeinden Saint-Jean-de-la-Croix im Norden und Nordwesten, Mûrs-Erigné im Norden, Soulaines-sur-Aubance im Osten, Faye-d’Anjou im Süden und Südosten, Beaulieu-sur-Layon im Süden und Südwesten, Rochefort-sur-Loire im Westen sowie Denée im Nordwesten.
Durch die Gemeinde führt die Autoroute A87.

## Bevölkerungsentwicklung
| Jahr          | 1962 | 1968 | 1975 | 1982 | 1990 | 1999 | 2006 | 2012 | 2018 |
| ------------- | ---- | ---- | ---- | ---- | ---- | ---- | ---- | ---- | ---- |
| Einwohner     | 1002 | 978  | 1107 | 1434 | 1802 | 2000 | 1917 | 2050 | 1999 |
| Quelle: INSEE |      |      |      |      |      |      |      |      |      |

## Sehenswürdigkeiten
- Kirche Saint-Samson
- Kapelle Montjoie
- Schloss La Cressonière
- Schloss La Noue, seit 1995 Monument historique
- Schloss Rogerie
- Windmühle von Bigottière, seit 1984 Monument historique

Siehe auch: Liste der Monuments historiques in Mozé-sur-Louet

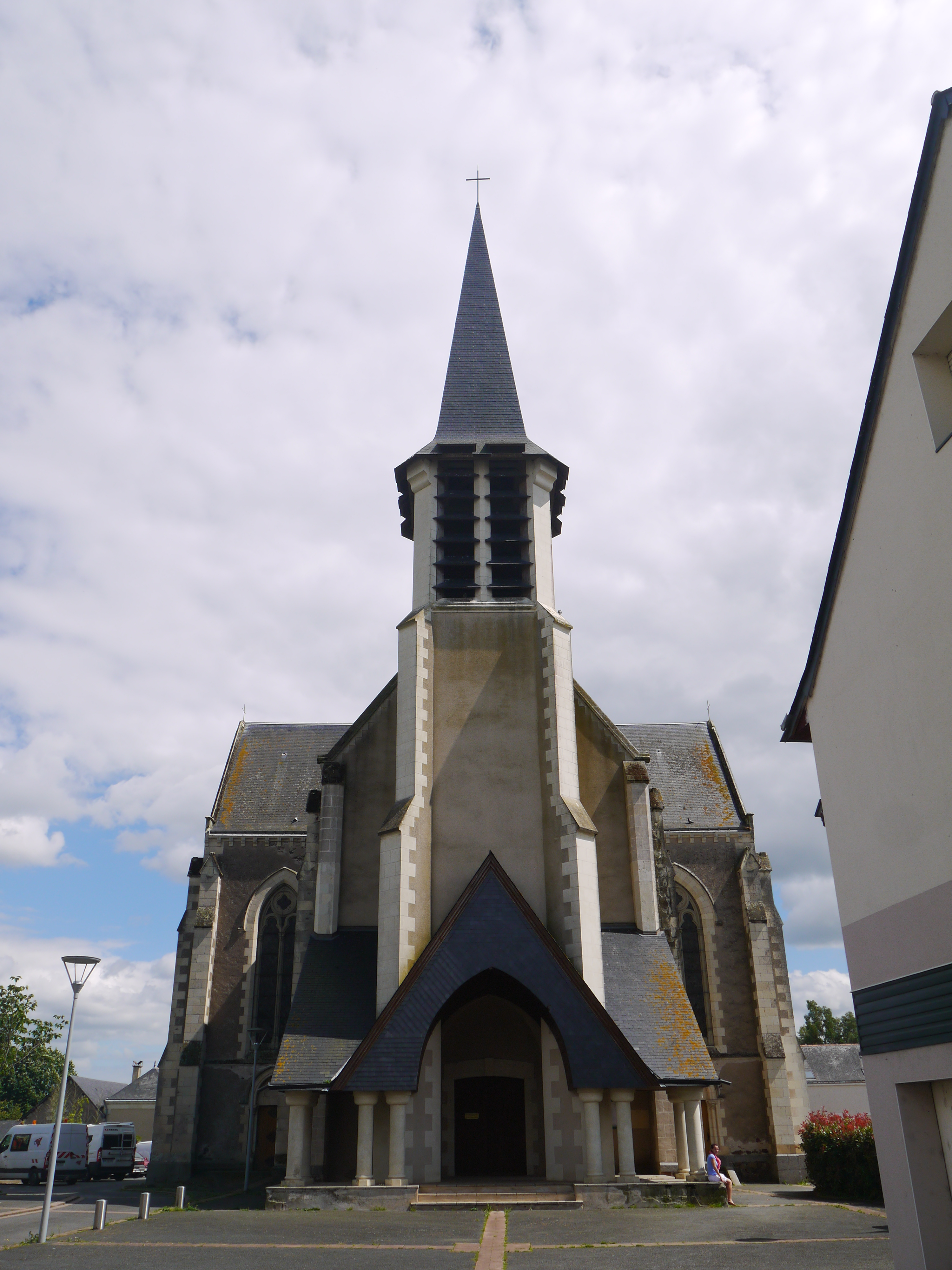
Kirche Saint-Samson
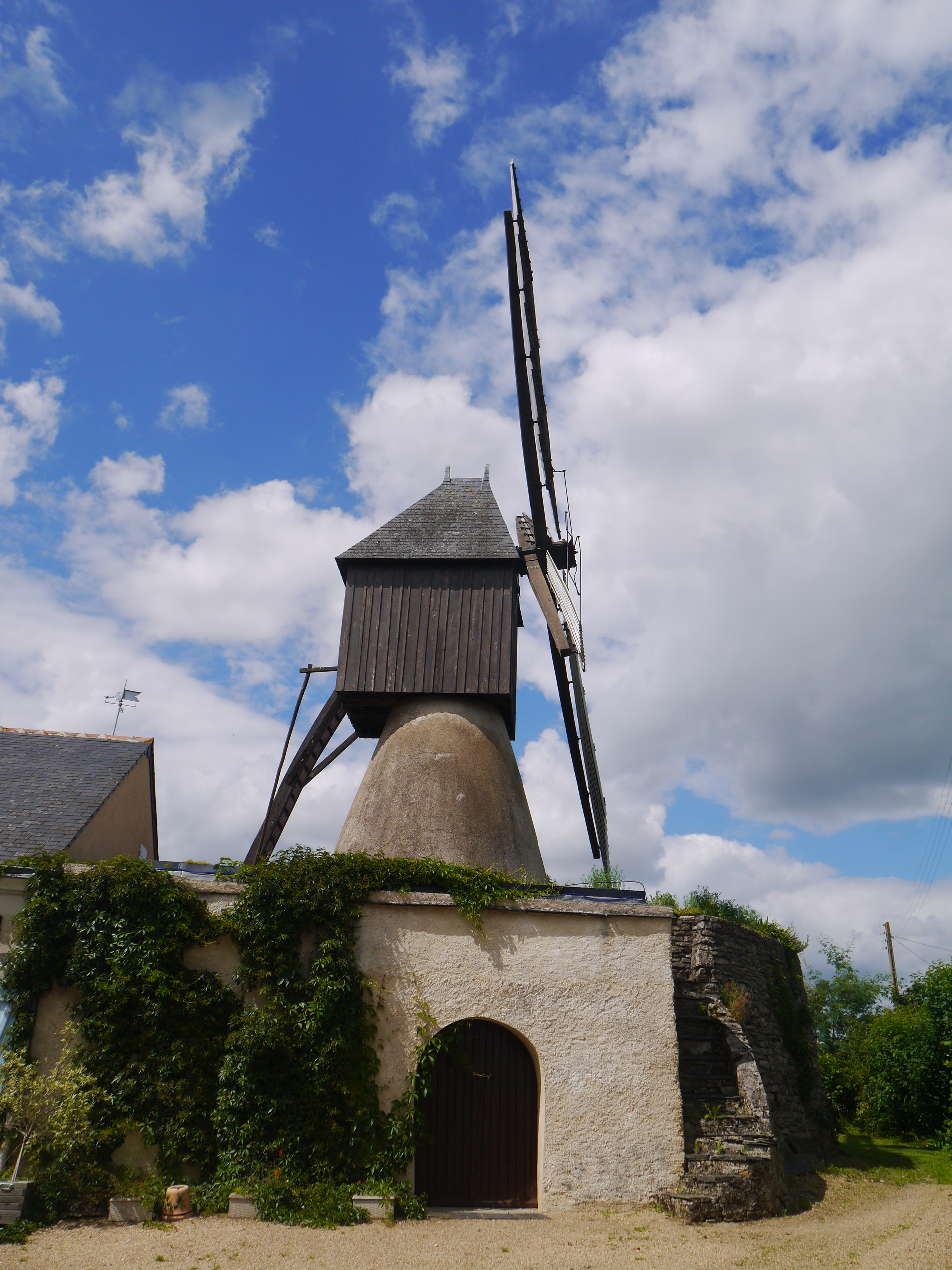
Windmühle von Bigottière

## Weinbau
Die Rebflächen in Mozé-sur-Louet sind Teil des Weinbaugebietes Anjou.